# Line Rider
Line Rider je internetna igra, preprosta simulacija sankača, ki se spušča po strminah. Igralec s pomočjo uporabniškega vmesnika nariše progo, lik pa se nato spusti po njej. Avtor igre je slovenski študent Boštjan Čadež (poznan tudi kot fšk). Line Rider je bil prvič objavljen 23. septembra 2006 na forumu deviantART in kmalu postal globalni fenomen.
Prva različica je bila napisana v okolju Flash, leta 2008 pa je izšla še predelava za Microsoft Silverlight. Njena spletna stran je še pred uradnim izidom zabeležila več deset milijonov ogledov in bila med drugim prikazana v McDonald'sovih oglasih.